# Pehr Ribbing (1911–1961)
Pehr Ribbing, född 13 augusti 1911 i Eksjö stadsförsamling i Jönköpings län, död 27 juni 1961 i Engelbrekts församling i Stockholm, var en svensk militär.

## Biografi
Efter studentexamen vid Beskowska skolan i Stockholm 1931 och officersexamen 1934 blev Ribbing fänrik vid Svea Livgarde och vid gardet 1935 samt underlöjtnant där 1936. Han blev löjtnant vid Svea Livgarde 1937, kapten där 1942, gick Krigshögskolan 1944–1946, blev stabsadjutant och kapten vid Generalstabskåren 1950, kapten vid Norrbottens regemente 1952, major vid Svea Livgarde 1956 och överstelöjtnant där 1960. Samma år blev han också inskrivningschef för Stockholms inskrivningsområde. Han var FN-observatör i Korea 1955 och i Libanon 1958.  
Ribbing var kommissarie för den stora försvarsutställningen i Stockholm 1960 och under många år arrangör av Stadionfesten på svenska flaggans dag.
Han hade flera förtroendeuppdrag, framför allt inom skytte- och idrottsrörelserna. Han var sekreterare för Militär idrott i Stockholm 1936–1946 och vice ordförande för Svenska Cykelförbundet 1941–1943. Vidare var han ordförande i Stockholms sportskytteförbund, vice ordförande i Svenska Sportskytteförbundet och ordförande i Svea Livgardes idrottsklubb.
Ribbing gav ut boken Skytte – hur man lär sig skjuta med armégevär och pistol (1940) och var redaktör för Landstormsboken: minnen i ord och bild från den frivilliga befälsutbildningen 1904–1942 (1942). Han innehade som fideikommiss huset Sturegatan 50 i Stockholm. Han blev riddare av Svärdsordens första klass (RSO1kl) 1953. 

### Familj
Pehr Ribbing, som var son till överste Olof Ribbing och Ebba Ehrenborg, gifte sig 1938 med simmaren Lilian Thiel (1918–1995). De fick barnen Christina Bonde (född 1939), Magdalena Ribbing (1940–2017), Ulrika Bergelin (född 1942) och Cecilia Ribbing (född 1945). Han är begravd i familjegrav på Norra begravningsplatsen i Stockholm.